# Droga krajowa B404 (Niemcy)
Droga krajowa 404 (niem. Bundesstraße 404, B 404) – niemiecka droga krajowa (federalna) przebiegająca na osi północ – południe z Kilonii przez Schwarzenbek, Geesthacht w Szlezwiku-Holsztynie do skrzyżowania z autostradą A39 (dawna A250) na węźle Handorf w Dolnej Saksonii. 
Droga jest sukcesywnie rozbudowywana do autostrady A21. Obecnie oddano już 53 km, a wiele fragmentów spełnia parametry drogi ekspresowej. Zakończenie prac planowane jest na koniec 2017 r.. Docelowo w całości ma być przebudowana na autostradę.

## Linki zewnętrzne

Drogi w rejonie Hamburga